# Stictodrya longipennis
Stictodrya longipennis es una especie de coleóptero de la familia Mycteridae.

## Distribución geográfica
Habita en las islas Seychelles.